# Peter Kocjančič
Peter Kocjančič, slovenski fotograf in grafični oblikovalec, 27. november
1895, Podgora, Italija, † 23. april 1986, Ljubljana.
Po končani srednji šoli je nekaj semestrov obiskoval likovno akademijo v Benetkah. Najprej se je ukvaral z grafičnim oblikovanjem od leta 1930 pa tudi s fotografijo. Med prvimi na Slovenskem je uporabil fotografijo kot sporočilno prvino. Med obema svetovnima vojnama je bil ena od osrednjih slovenskih fotografskih ustvarjalnih osebnosti.